# Orimarga amaurospila
Orimarga amaurospila är en tvåvingeart som beskrevs av Alexander 1972. Orimarga amaurospila ingår i släktet Orimarga och familjen småharkrankar. Inga underarter finns listade i Catalogue of Life.